# Drosophila enhydrobia
Drosophila enhydrobia är en tvåvingeart som beskrevs av Bachli och Léonidas Tsacas 2005. Drosophila enhydrobia ingår i släktet Drosophila och familjen daggflugor.
Artens utbredningsområde är Tanzania.